# Немања Остојић
Немања Остојић (Никшић, 16. фебруара 1993) црногорски је фудбалер. Висок је 180 центиметара и наступа на позицији задњег везног играча. Био је члан млађих репрезентативних узраста своје државе.

## Каријера
Немања Остојић је рођен у Никшићу, где је фудбалом почео да се бави у локалној Сутјесци. Лета 2012. године, потписао је за нишки Раднички, те је члан тог клуба био током првог дела сезоне 2012/13. За тај клуб није наступао на званичним утакмицама, те се по повратку у Црну Гору прикључио редовима Рудара из Пљеваља. Годину дана касније, Остојић је приступио екипи Палић, са којом се такмичио у Српској лиги Војводине, током другог дела сезоне 2013/14. Након иступања тог клуба из дањег такмичења, Остојић је у другом делу календарске 2014. наступао за Телеоптик. Потом је прешао у екипу Игала, док је почетком 2016. приступио фудбалском клубу Пљевља. Лета исте године, вратио се у родни Никшић и постао члан Челика. Након ангажмана у Тутину, током првог дела сезоне 2017/18. у Српској лиги Запад, Остојић је почетком наредне године поново приступио Челику. У септембру 2018, представљен је као играч новооснованог Радничког 1912 из Сомбора.